# Lee Peltier
Lee Anthony Peltier (* 11. Dezember 1986 in Liverpool) ist ein englischer Fußballspieler, der seit 2022 bei Rotherham United unter Vertrag steht.

## Karriere
Der Engländer kann im Mittelfeld und als Stürmer für seinen Verein eingesetzt werden. Im Jahr 2004 kam Peltier zum FC Liverpool, zuerst in der Akademie, dann zur Reservemannschaft der Reds. Sein erstes Auftreten für den FC Liverpool hatte er als Ersatzspieler beim Champions-League-Qualifikationsspiel gegen Maccabi Haifa im August 2006. Zwei Monate später gab er sein Pflichtspieldebüt gegen den FC Reading im englischen League-Cup. Das internationale Debüt gab er im Champions-League-Spiel gegen Galatasaray Istanbul am 5. Dezember 2006. Er spielte das Spiel als rechter Verteidiger ganze 90 Minuten durch. Am 16. März 2007 wurde er von Liverpool an Hull City bis Mai 2007 verliehen. Nach einer weiteren Leihe in der zweiten Jahreshälfte 2007, wechselte er Ende Januar 2008 dauerhaft zu Yeovil Town. Im Folgejahr unterzeichnete Peltier bei Huddersfield Town.
Im Juli 2011 unterschrieb Lee Peltier einen Vertrag beim englischen Zweitligisten Leicester City. Nach nur einer Spielzeit verließ er den Verein wieder und wechselte zum Ligarivalen Leeds United.
Im Sommer 2014 kehrte er nach drei Jahren zu Huddersfield Town zurück und unterzeichnete einen Dreijahresvertrag. Nach der frühzeitigen Entlassung von Trainer Mark Robins wurde Lee Peltier vom neuen Trainer Chris Powell nur noch selten eingesetzt und entschied sich daher bereits im Januar 2015 für einen erneuten Vereinswechsel und unterschrieb bei Cardiff City. Dort fand der Verteidiger für längere Zeit ein neues Zuhause und spielte in den folgenden vier Jahren in der zweiten Liga. In der EFL Championship 2017/18 feierte er mit seinen Mannschaftskollegen als Tabellenzweiter den Aufstieg in die Premier League. Der Aufenthalt in der höchsten englischen Spielklasse endete jedoch nach nur einer Spielzeit mit dem Abstieg als Drittletzter der Premier League 2018/19.
Am 31. Januar 2020 wechselte der 33-Jährige zu West Bromwich Albion. Nach eineinhalb Jahren und lediglich vier Ligaeinsätzen, unterschrieb er Anfang Juli 2021 einen Einjahresvertrag beim FC Millwall. Ein Jahr später folgte ein weiterer Vereinswechsel zum Zweitliga-Aufsteiger Rotherham United.